# Каллірої Паррен
Каллірої Паррен (грец. Καλλιρρόη Παρρέν; нар. 1861 — пом. 15 січня 1940) започаткувала феміністичний рух у Греції, журналістка та письменниця кінця XIX — початку XX століття.

## Ранні роки
Каллірої Паррен народилася у Ретимно, Крит, у родині середнього класу, здобула початкову освіту у школі черниць у Піреї. Після закінчення навчання в найкращій школі для дівчат в Афінах, вона здобула освіту в школі для підготовки вчителів Арсакіон, яку закінчила у 1878 році. Вона була дуже розумною і знала багато мов, включно з російською, французькою, італійською та англійською. Її запросили до Одеси, де вона два роки працювала в грецькій школі для дівчат. Вона також поїхала до Адріанополя на кілька років, щоб керувати школою Запейон у грецькій громаді. Нарешті вона оселилася в Афінах зі своїм чоловіком, французьким журналістом Жаном Парреном, який заснував агентство французької преси в Константинополі.

## «Жіночий журнал»
З Афін вона започаткувала феміністичний рух у Греції, заснувавши газету «Εφημερίς των Κυριών» («Жіночий журнал») у 1887 році. Це було видання, яким керували виключно жінки, і спочатку воно виходило на 8 сторінках щотижня, з 1908 року і до початку 1916 року — два рази на місяць. Їй вдавалося переконати всіх відомих письменниць свого часу зробити внесок у її видання, навіть якщо ці авторки не вважали себе феміністками. Газета остаточно припинила існування у 1917 році, коли адміністрація Елефтеріоса Венізелоса вислала Паррен на острів Ідра за її виступи проти участі Греції в Першій світовій війні на боці Антанти.

## Ініціативи
Ще в Афінах вона тісно співпрацювала з європейським й американським жіночим рухом і представляла газету на міжнародних конференціях, які проходили у Парижі у 1888, 1889, 1896, 1900 роках й у 1893 році у Чикаго. Хоча Паррен боролася за права жінок, вона здебільшого зосереджувалася на можливостях отримання освіти та працевлаштуванні, а не на жіночому виборчому праві. Зробила вона це з тактичних цілей. Вона не хотіла надто сильно наполягати й нічого не отримати, а радше побудувати міцний фундамент, щоб одноденне голосування жінок легше сприйняли. До 1908 року завдяки її величезним зусиллям заснували Національну раду грецьких жінок, яка була пов'язана з Міжнародною радою жінок.
Між 1890 і 1896 роками вона заснувала різноманітні організації для жінок, як-от недільна школа, притулок Святої Катерини та Кухню. У 1900 році вона змогла домогтися державного захисту дітей та умов праці жінок через звернення до міністра Теодороса Деліянніса.
У доповіді про жіночу емансипацію у Греції XIX століття стверджується, що, оскільки греки прагнули до націоналізму, жінкам відводилася роль цивілізатора, елліністична роль. Паррен приписують розширенню цієї ролі для жінок, закликавши їх у своїй статті бути більш активними з точки зору патріотизму.
У 1896 році Паррен заснувала Союз грецьких жінок. Союз брав активну участь у зборі коштів, пошитті однострою для солдатів і підготовці медичного персоналу для нетривалої Греко-турецької війни 1897 року. Серед інших її досягнень: заснування Ліцейського клубу грецьких жінок у 1911 році для боротьби з різними формами несправедливості у грецькому суспільстві й успішне лобіювання зарахування жінок до Афінського університету. Паррен також написала «Історію грецьких жінок з 1650 до 1860 рік» (грецькою мовою).
Паррен стала однією з засновників Малого союзу жінок, який створили у 1923 році для об'єднання жінок усього Балканського півострова. У міжвоєнний період вона також була президентом грецького відділення Міжнародної жіночої ліги за мир і свободу.

## Літературний салон
Окрім усіх цих ініціатив, вона також вела літературний салон, відомий як «літературні суботи». Вона дружила з Жульєтт Адам, Гавриілідісом, Жулем Сімоном, Ксенопулосом і поетом Костісом Паламасом. Паламас навіть написав про неї відому поему. У літературних колах вона добре товаришувала як з жінками, так і з чоловіками, але якщо вона відчувала, що хтось загрожує її феміністичним інтересам, тоді вона безстрашно нападала. Один із таких випадків трапився з Ролдісом, батьком грецької літературної критики, який спровокував знаменитий «спір про жінок-письменниць» у 1893 році. Цей спір протягом місяців живив афінську пресу.

## Романи

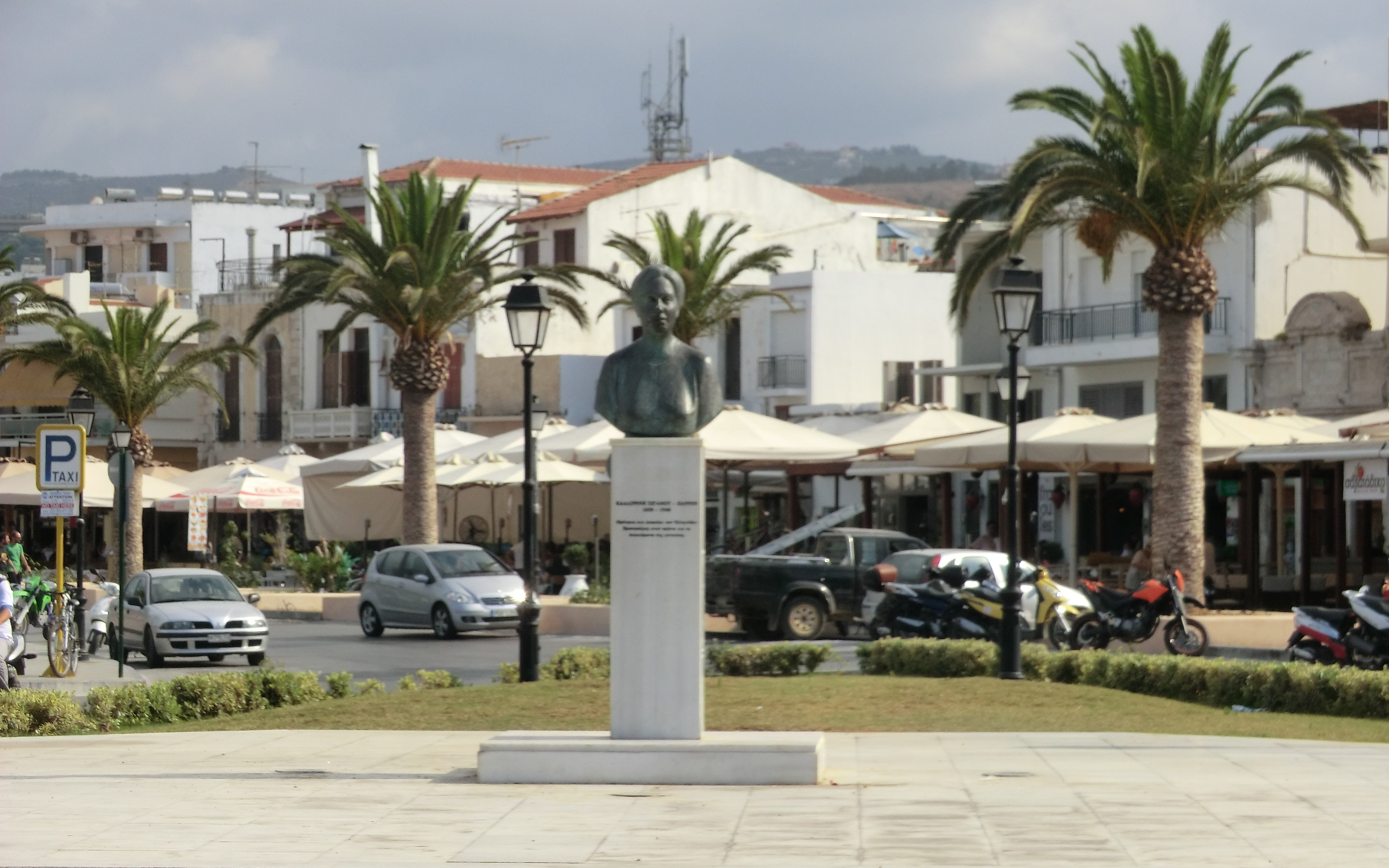
Бюст Каллірої Паррен в Ретимно

На додаток до видавничої справи та керування салоном, вона також написала кілька романів. Вперше вони вийшли друком у її газеті під псевдонімом Майя. Реакція на них жіночої аудиторії була дуже захопленою. Її перші романи вийшли друком у трьох наступних томах: «I Hirafetimeni» (1900; «Емансипована жінка»), «I Mayissa» (1901; «Чародійка») і «To Neon Symvoleon» (1902; «Новий контракт»). Разом ці книги утворюють трилогію під назвою «Ta Vivlia tis Avyis» («Книги світанку»). Вони розповідають про боротьбу грецьких жінок за самореалізацію й емансипацію. Трилогія була добре прийнята, критики Григоріос Ксенопулос і Костіс Паламас відгукнулися як про щедрий внесок у розвиток грецького соціально-психологічного роману. У 1907 році ця сага досягла нового рівня популярності, коли її адаптували до п'єси під назвою «Nea Yineka» («Нова жінка»), у якій зіграла Маріка Котопулі, одна з найвідоміших драматичних актрис XX століття. На додаток до цієї знаменитої трилогії Паррен також опублікувала «To Maramenon Krinon» («Зів'яла лілія») і «Horis Onoma» («Без імені»), які, на жаль, були втрачені.

## Смерть
Паррен померла в Афінах 15 січня 1940 року.

## Додаткова література
- Stefanidou, Xenia (2007). «Greek Women in Positions of Power». Доповідь, представлена на щорічній зустрічі Грецько-американського професійного товариства. 4 листопада.